# Yankee Pasha
Yankee Pasha is een Amerikaanse avonturenfilm in Technicolor uit 1954 onder regie van Joseph Pevney. Het scenario is gebaseerd op het gelijknamig boek uit 1947 van de Amerikaanse auteur Edison Marshall. Destijds werd de film in Nederland uitgebracht onder de titel Ontvoerd uit de harem.

## Verhaal
De film begint in Salem (Massachusetts) in het jaar 1800. Bonttrapper Jason Starbuck arriveert als nieuweling in de stad en wordt overgehaald om mee te doen aan een paardenrace. Roxana Reil, de verloofde van zijn tegenstander, weet dat Jason geen schijn van kans maakt en geeft hem behulpzame informatie om de race te winnen. Jason en Roxana worden al gauw op elkaar verliefd, maar ze vergezelt haar huidige verloofde naar Marseille in Frankrijk. Onderweg wordt het schip aangevallen door zeerovers die haar vader vermoorden en haar als slavin ontvoeren naar Marokko.
Jason is vastberaden om Roxana te redden en wordt via een Amerikaanse consul in contact gebracht met de sultan van Marokko. De sultan is diep onder de indruk van Jasons skills en biedt hem een verblijfplaats in zijn paleis aan, inclusief zijn eigen harem. Wanneer Jason ontdekt dat Roxana de slavin is van de sultans rivaal, Omar Id-Din, roept hij Omar uit tot een duel, met de slavin als trofee. Jasons slavin Lilith, die smoorverliefd is op Jason, gooit roet in het eten en Jason wordt tot de doodstraf uitgeroepen. Met behulp van Roxana en Lilith weet Jason te ontsnappen.

## Rolverdeling
| Acteur          | Personage       |
| --------------- | --------------- |
| Jeff Chandler   | Jason Starbuck  |
| Rhonda Fleming  | Roxana Reil     |
| Mamie Van Doren | Lilith, slavin  |
| Lee J. Cobb     | Sultan          |
| Bart Roberts    | Omar Id-Din     |
| Hal March       | Hassan Sendar   |
| Tudor Owen      | Elias Derby     |
| Arthur Space    | Richard O'Brien |
| Benny Rubin     | Zimil           |
| Phil Van Zandt  | Baidu Sa'id     |
| Harry Lauter    | Dick Bailey     |

## Achtergrond
Universal Pictures kocht in augustus 1952 de rechten van het boek voor een verfilming. De draaiperiode was van 6 augustus tot begin september 1953.
Recensent van De Telegraaf noemde het "een avontuurlijk verhaal, waarbij veel gevochten wordt en de zwoele atmosfeer van de harem goed werd getroffen".